# Chiesa di San Jacopo in Acquaviva
La chiesa di San Jacopo in Acquaviva si trova sul lungomare di Livorno, a fianco dell'Accademia navale, e si affaccia su una piazza intitolata all'omonimo santo.
L'appellativo "Acquaviva" si deve alla presenza, testimoniata in vari documenti storici, di un'antica polla di acqua dolce che sgorgava nei pressi dell'eremo e della quale oggi non vi è più traccia.
È una delle chiese più caratteristiche di Livorno per la sua postazione altamente scenografica, con un lato che si affaccia direttamente sul mare, dove nel dicembre 1952, a seguito di una violenta tempesta, la Grommet Reefer, una nave frigorifera americana, si spezzò in due parti.
Inoltre, presso l'antico luogo di culto si trova il settecentesco monumento a Pietro Leopoldo, mentre, nella piazza antistante, si erge il più recente busto in onore di Benedetto Brin.

## Storia

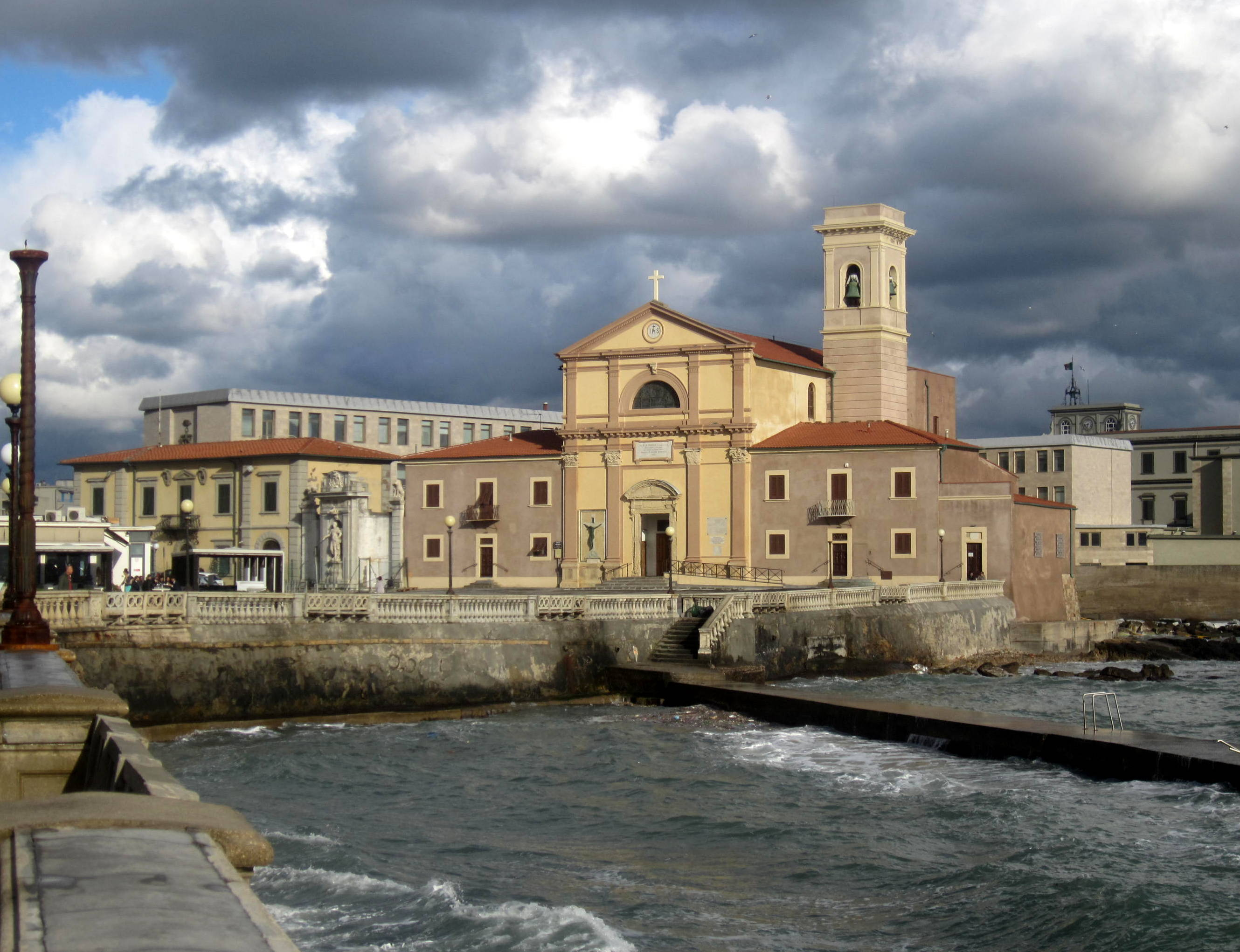
Veduta della chiesa

Di presunte origini millenarie (il sito risalirebbe infatti, anche se per fonti non certe, al 320 d.C.) è citata ufficialmente per la prima volta in un atto notarile del 1163. Dalle origini sino al Cinquecento l'eremo di San Jacopo fu affidato ai Padri Agostiniani.
L'importanza del complesso crebbe notevolmente tanto che nel 1367, l'eremo ospitò papa Urbano V e, pochi anni dopo, papa Gregorio XI. La vicinanza al mare ne fece luogo di sosta per i pellegrini che, per secoli, dalla cala naturale posta alle sue spalle partivano alla volta di Santiago di Compostela; la struttura costituiva anche un punto di avvistamento facente parte del sistema difensivo della costa, tanto è vero che nel 1646 si ha notizia di una torre adiacente alla chiesa (la Torre di San Jacopo in Acquaviva).
Nel 1572, per disposizione di Cosimo I, il complesso fu ceduto alla comunità dei Greci Uniti che era in attesa della concessione di una loro chiesa (l'attuale Santissima Annunziata in via della Madonna). Sotto Ferdinando I (1587-1608) la chiesa di San Jacopo in Acquaviva subì un rilevante intervento che comportò l'erezione di una nuova chiesa sopra la più antica e, nel 1606, tornò agli Agostiniani. Nello stesso anno il Granduca Ferdinando I elevò Livorno a rango di Città e, con decreto dell'Arcivescovo di Pisa, San Jacopo fu dichiarata parrocchia (16 marzo).
Nel 1716, a seguito dell'esecuzione di alcune opere di restauro da parte della Compagnia del SS. Sacramento in San Jacopo in Acquaviva, fu "riscoperta" l'antica chiesa sottostante che, restaurata, fu nuovamente consacrata il 24 luglio del 1717 con Decreto dell'Arcivescovo di Pisa Francesco Frosini. Dal 1760 al 1762 la chiesa subì una profonda opera di trasformazione che comportò la rotazione di 90° dell'asse principale (dalla direzione est-ovest, con l'ingresso orientato verso il mare alla direzione nord-sud).
L'aspetto attuale risale alla fine dell'Ottocento quando fu dotata di una nuova facciata (1891 su iniziativa della famiglia Mimbelli e su progetto di Dario Giacomelli) e di un campanile (1897). Nel 1915 fu demolito il piccolo cimitero che si trovava sul lato destro dell'edificio (al confine con il mare) ai fini della realizzazione di alcuni locali parrocchiali.
Ulteriori ampliamenti si ebbero tra il 1933 ed il 1935 sotto Torello Macchia, quando la navata fu allungata di alcuni metri. Fu danneggiata durante la seconda guerra mondiale e restaurata entro il 1949.
Nel gennaio del 2009 furono iniziati i lavori di restauro interni ed esterni alla chiesa, conclusi nell'aprile del 2011.
La pseudo-cripta, non più visitabile per problemi di stabilità della volta di copertura dagli anni ottanta, è stata riaperta provvisoriamente al pubblico il 25 settembre 2011, in occasione della consacrazione di tutta la chiesa. Al termine dei lavori di restauro, svolti tra il 2013 e il 2014, la cripta è stata definitivamente riaperta al pubblico.

## Descrizione

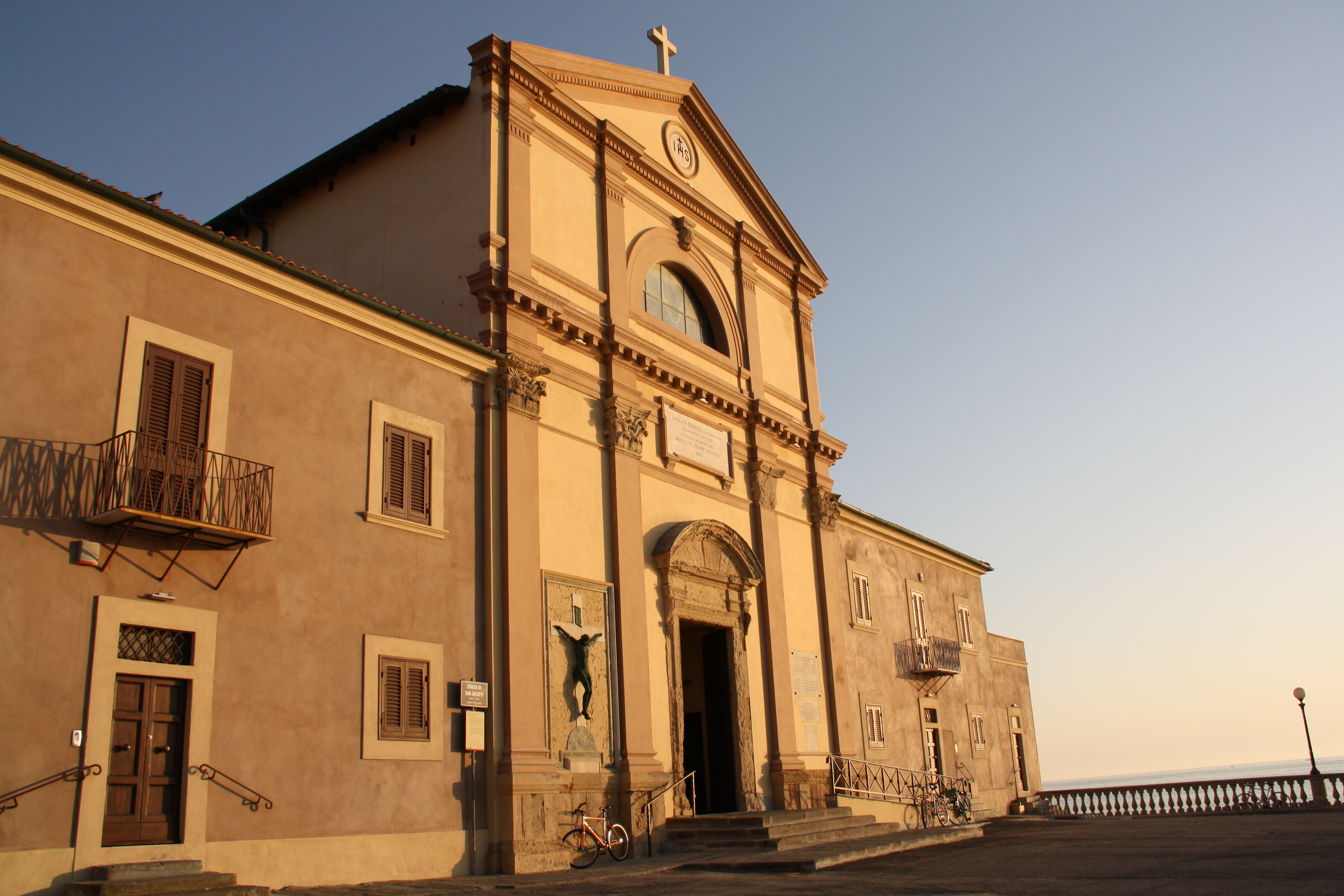
La facciata della chiesa restaurata nel 2011

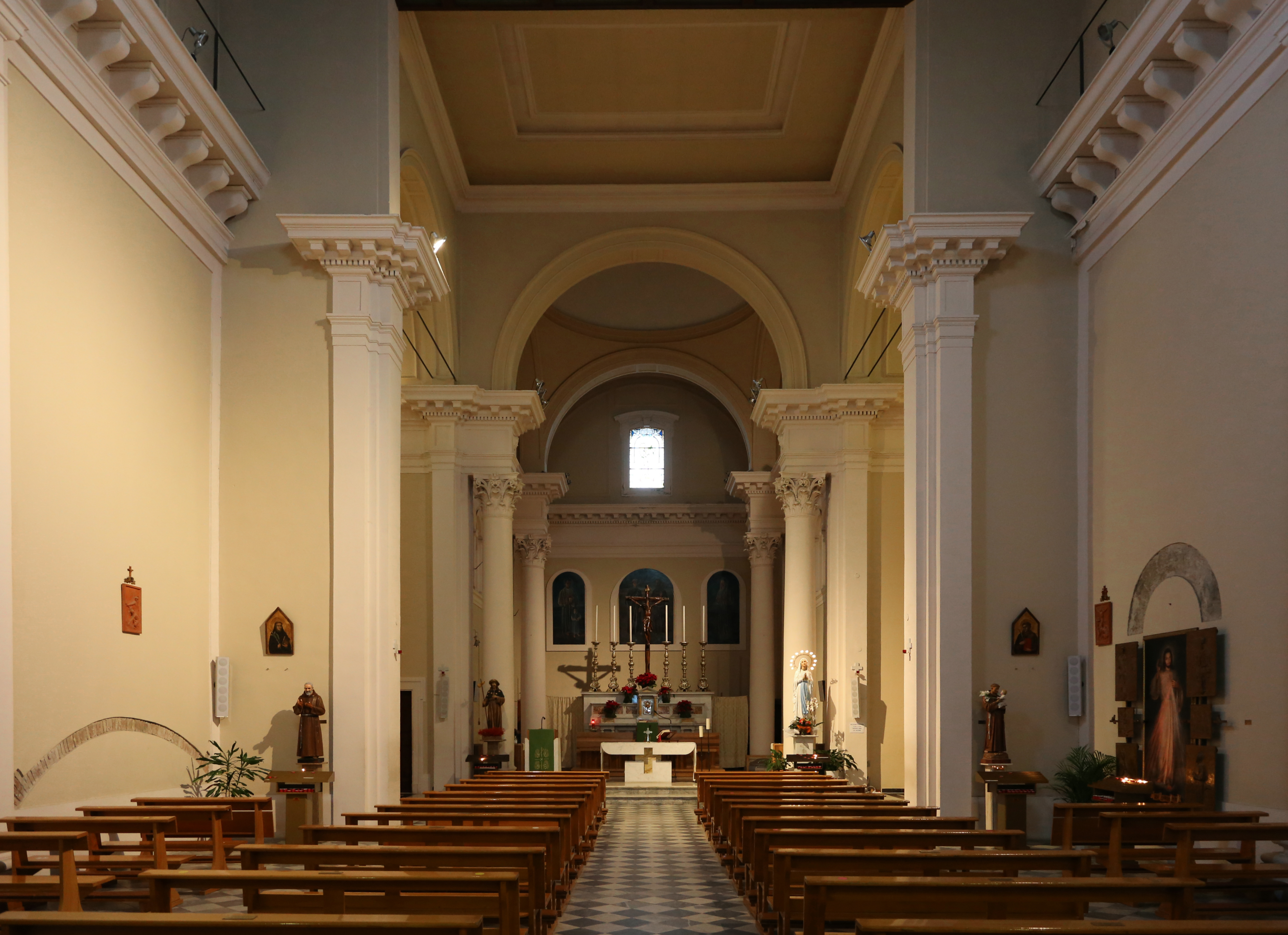
Interno

La chiesa, situata sul lungomare di Livorno, si inserisce in un fronte continuo di edifici che delimitano il lato meridionale della grande piazza San Jacopo in Acquaviva.
La composizione, sostanzialmente simmetrica, è variata sul versante rivolto verso il mare per la presenza del campanile ottocentesco.
La chiesa è caratterizzata da una facciata a capanna di gusto neorinascimentale, inquadrata all'interno di lesene e sormontata da un frontone triangolare; l'asse centrale del prospetto è evidenziato dal portale, chiuso sotto un timpano arcuato, oltre il quale si apre una finestra semicircolare di derivazione termale. La chiesa è affiancata da un campanile alto 27 metri.
L'interno, piuttosto semplice, è a croce latina, con un'unica navata preceduta da una cantoria in controfacciata.
Tra le opere d'arte della chiesa occorre ricordare due tavolette di scuola giottesca, riscoperte nel 2005 in occasione di un'importante mostra tenutasi a Pisa sull'arte del Duecento. Dal 2008 questi dipinti sono stati definitivamente trasferiti nel Museo diocesano Leonello Barsotti, presso il Seminario Girolamo Gavi.
Inoltre, al 1985 risalgono le sei formelle in bronzo del portale e le tre pale d'altare, opera del livornese Antonio Vinciguerra. Attualmente le formelle in bronzo solo state collocate definitivamente all'interno della chiesa.